# 张守志
张守志（1956年4月—），天津人，汉族，中华人民共和国政治人物、第十一届全国政协委员。
加入中国国民党革命委员会，担任民革中央常委、宁夏回族自治区委主委。2008年，当选第十一届全国政协委员，代表中国国民党革命委员会，分入第三组。2013年1月，任宁夏回族自治区政协副主席。2018年1月，当选第十三届全国政协委员。